# Jean-François Thiriart
Jean-François Thiriart (22 de Março de 1922, Bruxelas - 23 de novembro de 1992) foi um filósofo político belga associado a grupos neofascistas e neonazistas. Na década de 1960 ele rejeitou seu passado nazista e promoveu ideias pan-europeias fundando a "Jeune Europa".
Desse modo, concebeu o "nacional-comunitarismo europeu", às vezes chamado de nacional-comunismo europeu, que é uma síntese do nacionalismo revolucionário e do nacionalismo europeu, ou seja, um nacionalismo revolucionário transposto para a escala de uma nação europeia de tipo unitário.

## Juventude
Quando jovem, residia em Liège, abandonou o ensino médio e tornou-se optometrista (oculista).
Inicialmente foi militante da "Jeune garde socialiste" (Jovem Guarda Socialista) e da "Union socialiste antifasciste" (União Socialista Antifascista) e em outros movimentos da esquerda pacifista.
Durante a Segunda Guerra Mundial associou-se à "Fichte Bund" (uma organização derivada do movimento völkisch, fundado em Hamburgo em 1914) e aos "Amis du Grand Reich" (Amigos do Grande Reich Alemão) (AGRA), que era uma associação controlada remotamente pelos alemães que reunia os colaboracionistas de esquerda que eram hostis a Léon Degrelle (líder do Partido Rexista).
No dia 22 de outubro de 1944, foi preso e libertado no dia 09 de fevereiro de 1946.

## Mouvement d'action civique
Em 8 de julho de 1960, participou da fundação do "Comité d'action et de défense des Belges d'Afrique" (Comitê de Ação e Defesa dos Belgas na África) (CADBA), que, em setembro de 1960, passaria ser denominado como "Mouvement d'action civique" (Movimento de Ação Cívica - MAC), que foi uma organização de extrema direita que defendia a continuidade da dominação colonial da África por países europeus e a construção de uma comunidade política europeia que se estenderia da Noruega à África do Sul, na forma de um Estado com dimensões intercontinentais e com características jacobinas.
Esse movimento forneceu apoio logístico à "Organisation Armée Secrète" (Organização do Exército Secreto) (OEA), que foi uma uma organização terrorista francesa que se opunha à Independência da Argélia e, desse modo, realizou vários atentados na Argélia e na França.
O MAC adotava a cruz celta como emblema e, no período anterior às eleições legislativas belgas de 1961, tentou, sem sucesso, reunir as várias formações de extrema direita da época dentro de uma única formação política. Após conflitos internos, deixou de existir em setembro de 1962.
Depois da dissolução, parte dos integrantes do MAC fundaria a "Jeune Europe" (Jovem Europa), que seria liderada por Jean Thiriart.

## Partido Nacional Europeu
No dia 1º de setembro de 1961, Thiriart publicou o "Manifesto para a nação europeia".
Em março de 1962, Thiriart representou o MAC em um encontro em Veneza que reuniu algumas organizações de extrema direita europeias, tais como:
- o Movimento Social Italiano;
- o Partido Socialista do Reich; e
- o "Union Movement" (organização britânica liderada por Oswald Mosley).

Ao final do encontro, as declarações presentes publicaram uma declaração conjunta na qual expressaram a vontade de fundar "um Partido Nacional Europeu, centrado:
- na defesa de unidade europeia;
- na rejeição da subordinação da Europa Ocidental aos Estados Unidos; e
- na defesa da reintegração do leste europeu à comunidade europeia.[3]

Entretanto, essa iniciativa teve uma curta existência, pois o nacionalismo dos italianos e alemães rapidamente os levou a quebrar seus compromissos pró-europeus.
Depois disso, Thiriart passou a trabalhar para a que conclui que a única solução está na criação do zero de um "Partido Revolucionário Europeu" em uma frente comum com partidos ou países contrários à ordem estabelecida pela Conferência de Yalta.

## Jeune Europe
A partir de 1960, a doutrina do "Communautarisme national-européen" (Comunitarismo Nacional-Europeu), cujo caráter socialista foi afirmado desde o início, evoluiu, gradualmente, para posições nacional-comunistas. Se nos primeiros anos do movimento, existia uma considerável ala de direita que era fortemente anticomunista, a perspectiva do movimento evoluiu de modo de que, na década de 1980, começa a ter características Euro-Soviéticas, ou seja, passa a defender a criação de um espaço europeu que se estenderia de Dublin até Vladivostok em oposição à hegemonia norte-americana.
Em janeiro de 1963, ex integrantes do MAC e outros partidários de Jean Thiriart fundaram a "Jeune Europe", uma organização que chegou a contar com militantes na Áustria, Alemanha, Espanha, França, Grã-Bretanha, Itália, Holanda, Portugal e Suíça. A organização passou a publicar o jornal semanal: "Jeune Europe", com tiragem de 10 000 exemplares.
Em junho de 1964, Jean Thiriart publicou: "Un Empire de quatre cents millions d'hommes, l'Europe".
Em 1964, no âmbito da organização Jeune Europe, dirigida por Jean Thiriart, ocorreu uma cisão que resultou no afastamento do setor mais fortemente anticomunista e, desse modo, a organização começou a adotar um antiamericanismo radical e teses típicas do Nacional Comunismo. Em 1965, ele definiu o comunismo como "um socialismo nacional-europeu" e acrescentou que "em meio século, o comunismo levará, queira ou não, ao comunitarismo".
No verão de 1966, Thiriart viajou para a Romênia e para a Iugoslávia, onde fez reuniões com lideranças desses países que estavam construindo modelos de comunismo com características nacionais de modo mais independente, com maior autonomia em relação ao Partido Comunista da União Soviética (PCUS).
Em agosto de 1966, a revista diplomática oficial do governo iugoslavo "Medunarodna Politika" publicou um longo artigo de Thiriart, traduzido para servo-croata sob o título de "Evropa od bresta do buquresta".
A partir de 1966, a organização passou a publicar mensalmente a revista "La Nation Européenne", dirigida pelo francês Gérard Bordes, com uma tiragem aproximada de 10 000 exemplares. Essa revista contou com colaboradores franceses, belgas, italianos, suíços, alemães, portugueses, holandeses, britânicos e espanhóis, além de correspondentes na Argélia, Argentina, Brasil e Egito.
A revista "La Nation Européenne" também publicou artigos de pessoas estranhas à "Jeune Europe", como:
- o deputado francês Francis Palmero;
- Selim Ei-Yafi, embaixador da Síria em Bruxelas;
- Nather El Omari, embaixador do Iraque em Paris
- os escritores Pierre Gripari, Pierre Lance e Hervé Lavenir.

Além disso, publicou entrevistas, dentre outros, com:
- Juan Perón, então exilado na Espanha e que afirmou apoiar todas as ideias da Jeune Europe";[11][12]
- Ahmed Choukairy, fundador e presidente da Organização para a Libertação da Palestina, que deu a sua bênção à "Jovem Europa";[13]
- Tran Hoai Nam, chefe da missão vietcongue em Argel;
- Cherif Belkacem, coordenador da secretaria executiva da FLN argelina;
- o filósofo argelino Malek Bennabi;[14][15]
- o líder dos Panteras Negras: Kwame Ture;[16] e
- o maoísta Gérard Bulliard, líder do Partido Comunista da Suíça.

A partir de fevereiro de 1967, a secção italiana, que contava com dois terços do militantes da organização, começou a publicar uma versão italiana da revista: "La Nazione europea", que teve: Claudio Mutti, Pino Balzano e Claudio Orsi, como principais colaboradores. Alguns desses participariam da organização Lotta di Popolo.
Dentre os objetivos da organização, estava o de criar "Brigadas Revolucionárias Europeias" para iniciar a luta armada contra a presença militar norte-americana. Para isso, buscou apoio da China comunista, da Iugoslávia, da Romênia, do Iraque, do Egito e da Autoridade Palestina.
Em 1969, desapontado pelo relativo fracasso de seu movimento, Thiriart abandonou a "Jeune Europe", que se dissolveu pouco após à saída de seu principal líder.

## Após Jeune Europe
Na década de 1980, suas ideias foram retomadas pelos militantes da tendência "Les tercéristes radicais" dentro do movimento "Troisième Voie" e pelos editores:
- dos jornais belgas: "Conscience Européenne" e "Volonté Européenne";
- do jornal francês "Le Partisan européen".

Em 1984, participou da fundação do "Partido da Comunidade Nacional-Europeia", onde permaneceu até 1988.
A partir de 1991, a "Front européen de libération" (FEL) tentou, com o apoio de Thiriart, desenvolver um movimento pan-europeu semelhante ao "Jeune Europe". Mas, na prática, nunca superou a condição de uma aliança de grupos e partidos, cada um com sua própria estrutura, programa e modo de operação, e não uma partido de tipo unitário como foi a "Jeune Europe".
Em 1992, Thiriart viajou para Moscou, juntamente com uma delegação da FEL, para se encontrar com Alexandr Dugin, Egor Ligachev e Guennadi Ziouganov, os líderes da oposição a Boris Yeltsin.
Jean Thiriart morreu de ataque cardíaco, no dia 23 de junho, logo após retornar à Bélgica, deixando inacabados vários trabalhos teóricos nos quais analisava a necessária evolução da luta antiamericana por causa do desaparecimento da União Soviética.

## A Guerra Fria
Thiriart se opôs fortemente ao imperialismo norte-americano, mas também, durante a Guerra Fria, a política da URSS e seus aliados. Suas posições, com influências de ambos, extrema-direita e extrema-esquerda, levou à rivalidade com elementos de ambos os lados. Ele sempre negou ser um nazista, e afirmou que sua ideologia está em uma posição intermediária entre a esquerda e a direita, não se inserindo em nenhum pólo ideológico, como a maioria dos movimentos tercerposicionistas. Thiriart moveu sua ideologia em direção ao nacional bolchevismo e mais tarde na vida, ele trabalhou com expoentes dessa ideia como Aleksandr Dugin.
De acordo com o acadêmico norte-americano George Michael, Thiriart serviu como um conselheiro do Fatah.
Jean Thiriart morreu no dia 23 de novembro de 1992 devido a um ataque cardíaco.